# دیجیتال فارم انیمالس
نیک گیل (به انگلیسی: Nick Gale) مشهور به دیجیتال فارم انیمالس (به انگلیسی: Digital Farm Animals) یک دی‌جی و تهیه‌کننده موسیقی انگلیسی است که به دلیل استفاده از کلاه‌خود الکترونیکی خوک شناخته می‌شود. او در چندین قطعه که به ده ترانهٔ برتر جدول تک‌آهنگ‌های بریتانیا دست یافته‌اند حضور داشته و از نویسندگان آنها نیز بوده که از بین آن‌ها می‌توان از «بازی نکن»، «واقعاً عشق»، «برگشتن به تو» و «آن یک نفر باشم» (برای دوآ لیپا) نام برد.

## حرفه

نشان‌وارهٔ رسمی دیجیتال فارم انیمالس

گیل به‌عنوان نویسنده و تهیه‌کننده با هنرمندانی نظیر نوآ سایرس، دوآ لیپا، دنی اوشن، بکی جی، آلن واکر، هیلی استاینفلد، جیسون درولو، گالانتیس، ویل.آی.ام، لیتل میکس، راشن، لوئیسا جانسون، نلی، مارلون رودت، آن-ماری، اینا، کین ریورز، لویی تاملینسون، کی‌اس‌آی، آنیکا رز، کریگ دیوید، سیگما، نیتن ایوانز، کش کش و برخی هنرمندان دیگر همکاری کرده‌است.